# Yusuke Tanaka (fotbollsspelare född februari 1986)
Yusuke Tanaka (田中 佑昌 Tanaka Yusuke?), född 3 februari 1986 i Fukuoka prefektur, är en japansk fotbollsspelare.
Tanaka började sin karriär 2004 i Avispa Fukuoka. Han spelade 263 ligamatcher för klubben. 2012 flyttade han till JEF United Chiba. Han spelade 121 ligamatcher för klubben. 2016 flyttade han till Ventforet Kofu.